# أندريس لوبيز
أندريس لوبيز (بالإسبانية: Andrés López)‏ هو لاعب كرة الريشة مكسيكي، ولد في 9 مايو 1992.

## وصلات خارجية
- أندريس لوبيز على موقع BWF.tournamentsoftware.com (الإنجليزية)
- أندريس لوبيز على موقع BWFbadminton.com (الإنجليزية)